# Праздник раков

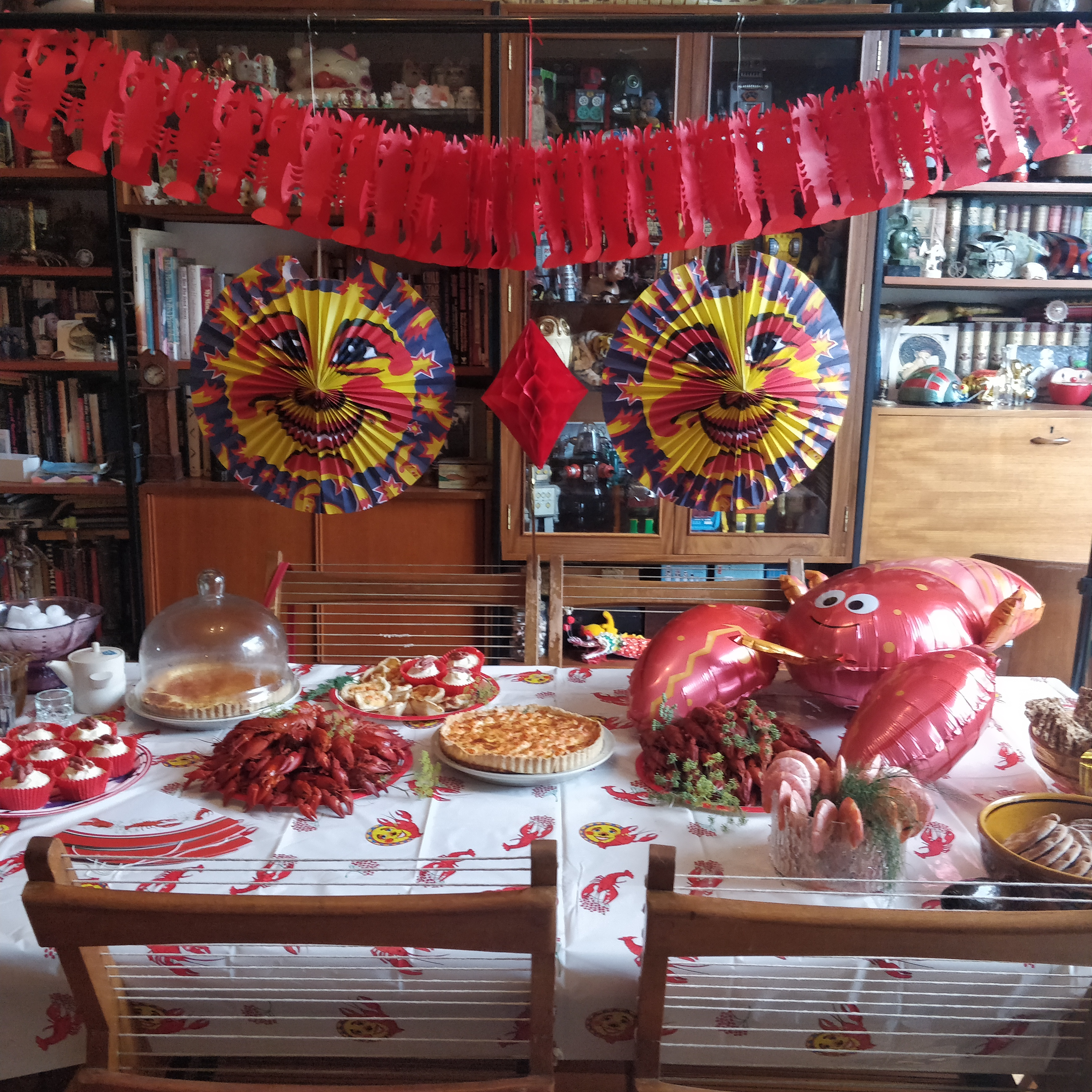
Традиционные атрибуты праздничного стола

Праздник раков, фестиваль раков (швед. kräftskiva — «раковая вечеринка») — летний шведский праздник, связанный с сезоном ловли и поедания раков. Начинается со второй среды августа и может длиться несколько недель. Со временем традиция получила распространение и в других близлежащих странах Северной Европы. В Швеции блюда из раков прошли путь со стола аристократии до повсеместного признания. С начала XX века вечеринки с раками проводятся традиционно в августе. Это связано с тем, что сбор раков в Швеции был, на протяжении большей части XX века, юридически ограничен концом лета, когда понадобилось спасти популяцию от почти полного исчезновения в связи с чрезмерным выловом. Для этого ввели запрет на ловлю кроме двух осенних месяцев. В связи с тем, что деликатес стал недоступен на протяжении большей части года, возвращение его на стол стало отмечаться в праздничной обстановке. В 1907 году в стране распространилась чума (грибковое заболевание), смертельная для шведского благородного рака, что привело к сокращению промысловых запасов. Традицию удалось сохранить за счёт импорта сначала из Турции, Испании, а позже из Северной Америки, Китая. Из-за пристрастия к блюдам из раков Швеция является самым крупным в мире импортером раков.

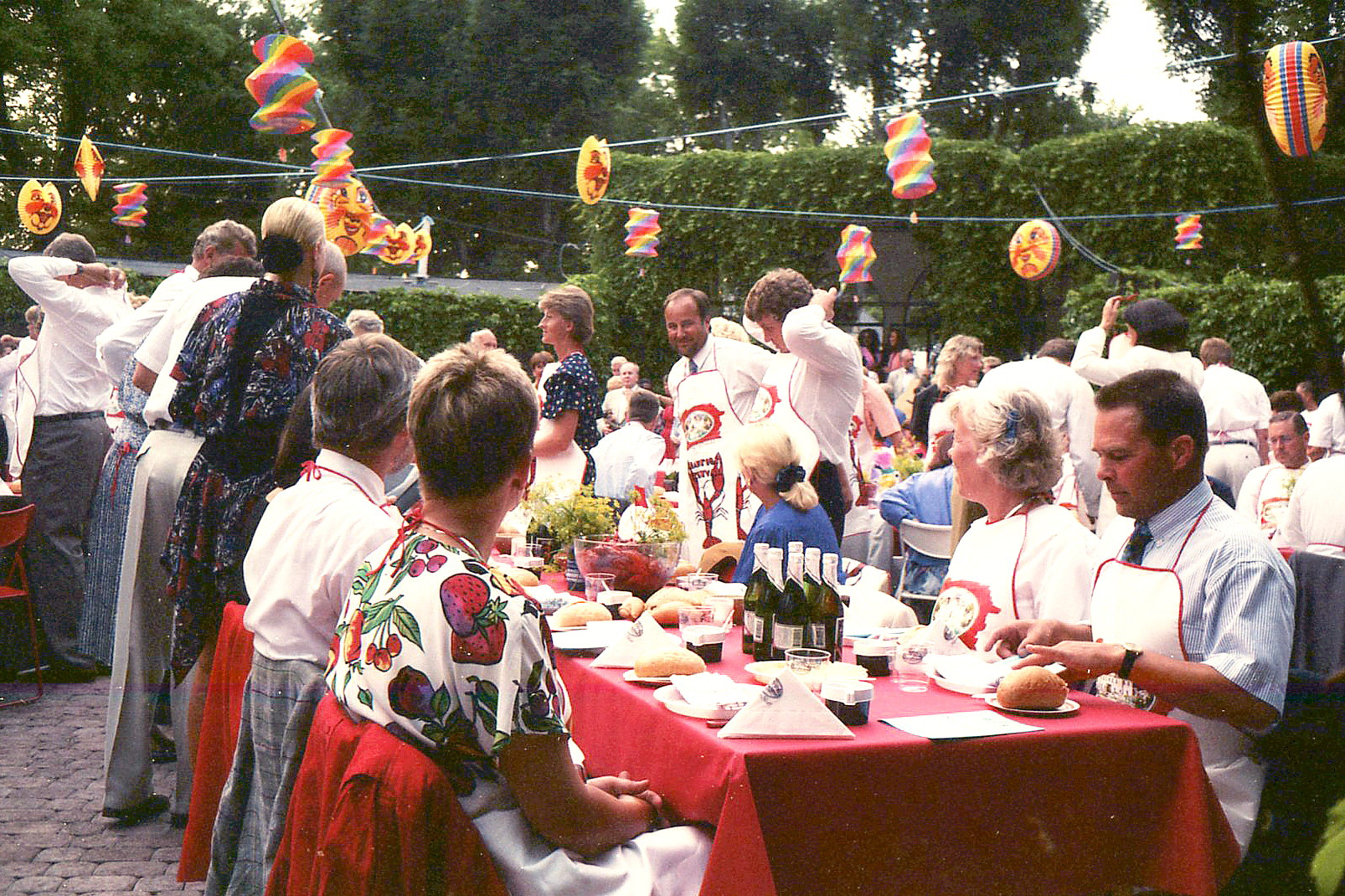
Праздничный стол на открытом воздухе

Раки приготавливаются без особых кулинарных ухищрений, для этого используют солёную воду (в некоторых рецептах — пиво) с обильным использованием укропа. Их поедают совместно с хлебом, маслом, местным твёрдым сыром Västerbotten. Среди алкогольных напитков пользуются популярностью холодные пиво, скандинавская водка Аквавит, белое вино. Традиционно столы принято накрывать на открытом воздухе. Украшение праздничного вечера — цветные бумажные фонарики, тарелки, салфетки, нагрудники, пёстрые бутафорские колпаки на головах. Аксессуары насыщены самыми разнообразными изображениями раков, полной луны (видимо в связи с тем, что раков было принято ловить по ночам). Магазины украшаются различной атрибутикой, связанной с праздником. В продаже предлагаются специальные ножи для разделки, в книжных магазинах особые праздничные сборники песен, а продовольственные магазины заманивают скидками на раков. Раков проблематично быстро съесть, поэтому во время трапезы завязываются разговоры, люди могут пообщаться между собой в неформальной, дружеской обстановке. Во время периода праздников устраиваются корпоративные вечеринки. С этой целью среди сотрудников могут проводиться соревнования по вылову раков. Застолье сопровождается пением особых песен. В «Августовской луне» (Augustimånen) речь идёт о совместном времяпровождении весёлой компании под «полной» и «золотой» августовской луной: «Чествовать же будем того, кого и положено: поднимем бокалы за рака». 